# Портопало ди Капо Пасеро
Портопало ди Капо Пасеро (итал. Portopalo di Capo Passero) је насеље у Италији у округу Сиракуза, региону Сицилија.
Према процени из 2011. у насељу је живело 3411 становника. Насеље се налази на надморској висини од 28 м.

## Становништво
Према резултатима пописа становништва 2011. у општини је живело 3.749 становника.
| 1936. | 1951. | 1961. | 1971. | 1981. | 1991. | 2001. | 2011. |
| ----- | ----- | ----- | ----- | ----- | ----- | ----- | ----- |
| 1.710 | 2.149 | 2.366 | 2.609 | 3.083 | 3.211 | 28    | 3.749 |